# Гюналтай, Шемсеттин
Мехмет Шемсеттин Гюналтай (тур. Mehmet Şemsettin Günaltay; 1883, Кемалие, Османская империя — 19 октября 1961, Стамбул, Турция) — турецкий историк и государственный деятель, премьер-министр Турции (1949—1950).

## Биография
Окончил физический факультет Лозаннского университета, после чего вернулся в Турцию. Преподавал в нескольких гимназиях. В этот период познакомился с мыслителем, идеологом пантюркизма Зией Гёкальпом. Под его влиянием начал проводить исследования по истории Турции. В 1914 г. преподавал на факультете литературы Имперского университета в качестве профессора истории Турции и исламских народов. Позже он стал деканом факультета теологии.
С 1914 по 1918 г. был депутатом османского парламента от Биледжика. В течение некоторого времени он был членом и вице-президентом городского совета в Стамбуле. В период Войны за независимость Турции входил в «Общество по защите прав Анатолии и Фракии».
Избирался депутатом II., III., IV., V., VI. и VII. и IX составов Великого Национального Собрания Турции.
В 1949—1950 гг. — премьер-министр Турции. Также являлся руководителем Республиканской народной партии в Стамбуле. В 1961 г. был избран сенатором.
С 1941 г. и до своей смерти был президентом Турецкой исторической организации.

## Избранные труды
- «От тьмы к свету»
- «От суеверия к реальности»
- «История исламской религии»
- «Из прошлого в будущее»